# Diostracus emeiensis
Diostracus emeiensis är en tvåvingeart som beskrevs av Yang 1998. Diostracus emeiensis ingår i släktet Diostracus och familjen styltflugor. Inga underarter finns listade i Catalogue of Life.